# Suspect (film)
Pour les articles homonymes, voir Suspect.
Pour plus de détails, voir Fiche technique et Distribution.
Suspect (ou De sang-froid au Québec ; The Frozen Ground) est un film américain réalisé par Scott Walker sorti en 2013.
Le film est basé sur l'histoire entourant le tueur en série Robert Hansen.

## Synopsis
À Anchorage (Alaska), un policier traque un tueur en série qui enlève des femmes, les viole, puis les emmène en forêt pour les chasser. Sa seule piste est une jeune prostituée qui a échappé au tueur.

## Fiche technique
- Titre original : The Frozen Ground
- Titre français : Suspect
- Réalisation : Scott Walker
- Musique : Lorne Balfe
- Montage : Sarah Boyd
- Distribution : Lionsgate
- Budget : 27 millions $
- Genre: policier, thriller
- Durée : 109 minutes
- Date de sortie : 
  -  États-Unis : 23 août 2013
  -  Belgique : 17 juillet 2013
  -  France : 30 septembre 2013 (vidéo)

## Distribution
- Nicolas Cage (VF : Dominique Collignon-Maurin) : Jack Halcombe
- John Cusack (VF : Bernard Gabay) : Robert Hansen
- Vanessa Hudgens (VF : Adeline Chetail) : Cindy Paulson
- Curtis "50 Cent" Jackson (VF : Jérôme Pauwels) : Clate Jackson
- Radha Mitchell (VF : Rafaèle Moutier) : Allie Halcombe
- Jodi Lyn O'Keefe (VF : Barbara Delsol) : Chelle Ringell
- Dean Norris (VF : Jean-François Aupied) : Sgt. Lyle Haugsven
- Katherine LaNasa : Fran Hansen
- Matt Gerald : Ed Stauber
- Ryan O'Nan (VF : Arnaud Arbessier) : Officier Gregg Baker
- Kurt Fuller : (VF : Michel Prud'homme) : D.A. Pat Clives
- Kevin Dunn (VF : Jean-Jacques Nervest) : Lt. Bob Jent
- Robert Forgit (VF : Vincent Violette) : Sgt. Wayne Von Clasen
- Mark Smith (en) : Head of Security
- Gia Mantegna : Debbie Peters
- Michael McGrady (VF : Frédéric van den Driessche) : Vice Det. John Gentile
- Brad William Henke (VF : Paul Borne) : Carl Galenski
- Bostin Christopher : Al
- Taylor Tracy : Sandy Halcombe
- Ron Holmstrom (VF : Patrick Raynal) : Attorney Mike Rule
- Lacey Walker : Blonde curly haired Exotic Dancer

## Production
Le tournage se déroule du 17 octobre 2011 au 18 novembre 2011 en Alaska à Anchorage.

## Distinctions

### Nominations
- Festival du cinéma américain de Deauville 2013 : hors compétition, sélection « Premières »